# Ligue nationale du football amateur (Maroc)
 (août 2018).
La Ligue nationale du football amateur a été créé en 2015, par la Fédération royale marocaine de football pour le remplacement du Groupement national du football amateur dissout cette même année, dans le cadre d'une restructuration globale qui a concerné l'ensemble des divisions de football au Maroc.
Cette instance gère aujourd'hui les 3 divisions du championnat amateur au Maroc
- National (D3)
- Amateurs I (D4)
- Amateurs II (D5)

Depuis 2015, la ligue a lancé un programme d'envergure de rénovation de stades pour les clubs de divisions sous sa tutelle